# Псевдообернена матриця
Псевдообернена матриця — узагальнення оберненої матриці в математиці, зокрема, в лінійній алгебрі.
Матриця, псевдообернена до матриці {\displaystyle \ A} позначається як {\displaystyle \ A^{+}}.
Найвідомішим є псевдообернення Мура-Пенроуза, яке було незалежно описано Е. Г. Муром в 1920 і Роджером Пенроузом в 1955.
Раніше, в 1903 році, концепцію псевдообернених інтегруючих операторів представив Фредгольм.
Псевдообернена матриця застосовується для знаходження найкращого наближення (методом найменших квадратів) розв'язку СЛАР.

## Визначення

### Означення Мура
{\displaystyle \ A^{+}} називається псевдооберненою матрицею до матриці {\displaystyle \ A}, якщо вона задовольняє такі умови:
1. {\displaystyle AA^{+}A=A}             ({\displaystyle AA^{+}} чи {\displaystyle A^{+}A} не обов'язково дорівнюватимуть одиничній матриці);
2. {\displaystyle A^{+}AA^{+}=A^{+};}
3. {\displaystyle (AA^{+})^{*}=AA^{+}}       (це означає, що {\displaystyle AA^{+}} — ермітова матриця);
4. {\displaystyle (A^{+}A)^{*}=A^{+}A}       ({\displaystyle A^{+}A} — також ермітова матриця);

де {\displaystyle A^{*}} — ермітово-спряжена матриця до матриці {\displaystyle A}.

### Визначення Мура-Пенроуза через граничний перехід
{\displaystyle A^{+}=\lim _{\delta \to 0}(A^{*}A+\delta I)^{-1}A^{*}=\lim _{\delta \to 0}A^{*}(AA^{*}+\delta I)^{-1}}
Ці границі існують, навіть якщо {\displaystyle (AA^{*})^{-1}} і {\displaystyle (A^{*}A)^{-1}} не комутують.

## Властивості
- Псевдообернена матриця завжди існує і вона єдина.
- Псевдообернення нульової матриці дорівнює її транспонуванню.
- Псевдообернення є оборотним до самого себе:

{\displaystyle (A^{+})^{+}=A}.
- Псевдообернення комутує з транспонуванням, спряженням і ермітовим спряженням:

{\displaystyle (A^{T})^{+}=(A^{+})^{T},\qquad ({\overline {A}})^{+}={\overline {A^{+}}},\qquad (A^{*})^{+}=(A^{+})^{*}.}
- Ранг матриці дорівнює рангу її псевдооберненої:

{\displaystyle rank\ A^{+}=rank\ A}
- Псевдообернення добутку матриці {\displaystyle A} на скаляр {\displaystyle \alpha } дорівнює добутку матриці {\displaystyle A^{+}} на обернене число {\displaystyle \alpha ^{-1}}:

{\displaystyle (\alpha A)^{+}=\alpha ^{-1}\;A^{+},\quad \forall \alpha \neq 0}.
- Якщо вже відома матриця {\displaystyle (A^{*}A)^{+}} чи матриця {\displaystyle (AA^{*})^{+}}, то їх можна використати для обчислення {\displaystyle A^{+}}:

{\displaystyle A^{+}=(A^{*}A)^{+}\;A^{*}}
{\displaystyle A^{+}=A^{*}\;(AA^{*})^{+}}.
- Матриці {\displaystyle \ A^{+}A,\;AA^{+}} — є ортогонально-проєкційними матрицями.
- Якщо матриця {\displaystyle \ A_{i}} утворена з матриці {\displaystyle \ A} за допомогою вставки ще одного нульового рядка/стовпця в і-ту позицію,

то {\displaystyle A_{i}^{+}} буде утворюватись з {\displaystyle \ A^{+}} додаванням нульового стовпця/рядка в і-ту позицію.
- Якщо рядок/стовпець в попередній процедурі не є нульовим {\displaystyle a_{i}\neq {\vec {0}}}, то існує формула Гревіля для вираження {\displaystyle A_{i}^{+}} через {\displaystyle A,\;A^{+},\;a_{i}.}

## Часткові випадки

### Ортонормовані стовпці чи рядки
- Якщо в матриці {\displaystyle A} ортонормовані стовпці ({\displaystyle A^{*}A=I}), або рядки ({\displaystyle AA^{*}=I}), то:

{\displaystyle A^{+}=A^{*}}.

### Повний ранг
- Якщо стовпці матриці {\displaystyle A} лінійно незалежні, тоді матриця {\displaystyle (A^{*}A)} має повний ранг, а отже є оборотною. Тоді:

{\displaystyle A^{+}=(A^{*}A)^{-1}A^{*}}
Отже {\displaystyle A^{+}A=I}, звідки слідує, що {\displaystyle A^{+}} — ліва обернена матриця для A.
- Якщо рядки матриці {\displaystyle A} лінійно незалежні, тоді матриця {\displaystyle (AA^{*})} має повний ранг, а отже є оборотною. Тоді:

{\displaystyle A^{+}=A^{*}(AA^{*})^{-1}}
Отже {\displaystyle AA^{+}=I}, звідки слідує, що {\displaystyle A^{+}} — права обернена матриця для A.
- Якщо і стовпці і рядки лінійно незалежні (що вірно для квадратних невироджених матриць), тоді:

{\displaystyle A^{+}=A^{-1}.}
Ці часткові випадки еквівалентні прибиранню доданка {\displaystyle \delta I\!} з формули визначення псевдообернення через граничний перехід.

### Псевдообернення добутку
Якщо матриці {\displaystyle A} і {\displaystyle B} такі, що добуток {\displaystyle AB} визначений, а також:
- або A має ортонормовані стовпці ({\displaystyle A^{+}=A^{*}}),
- або B має ортонормовані рядки ({\displaystyle B^{+}=B^{*}}),
- або стовпці {\displaystyle A} лінійно незалежні({\displaystyle A^{+}A=I}) і рядки {\displaystyle B} лінійно незалежні({\displaystyle BB^{+}=I}).

Тоді:
{\displaystyle \ (AB)^{+}=B^{+}A^{+}}.
Доводиться прямою підстановкою в визначення.

### Скаляри і вектори
Псевдообернення можна визначити для скалярів і векторів, якщо трактувати їх як матриці:
- Псевдообернення скаляра {\displaystyle x} є скаляр

{\displaystyle x^{+}=\left\{{\begin{matrix}0,&x=0;\\x^{-1},&x\neq 0.\end{matrix}}\right.}
- Псевдообернення вектора {\displaystyle x} є вектор

{\displaystyle x^{+}=\left\{{\begin{matrix}0^{T},&x=0;\\{x^{*} \over x^{*}x},&x\neq 0.\end{matrix}}\right.}
Дані трактування задовільняють визначення псевдообернення.

## Обчислення

### За допомогою A=BC розкладу
Нехай r — ранг матриці A розміру {\displaystyle m\times n}. Тоді A може бути представлена як {\displaystyle A=BC}, де B — матриця розміру {\displaystyle m\times r}, C — матриця розміру {\displaystyle r\times n}. Тоді
- {\displaystyle A^{+}=C^{*}(CC^{*})^{-1}(B^{*}B)^{-1}B^{*}.}

чи
- {\displaystyle A^{+}=C^{*}(B^{*}AC^{*})^{-1}B^{*}}

де {\displaystyle (CC^{*})^{-1}(B^{*}B)^{-1}=(B^{*}BCC^{*})^{-1}=(B^{*}AC^{*})^{-1}} — матриця меншого розміру {\displaystyle r\times r}.

### За допомогою QR розкладу
Матрицю A представимо у вигляді {\displaystyle A=QR}, де Q — унітарна матриця, {\displaystyle Q^{*}Q=QQ^{*}=I}, і R — верхня трикутна матриця. Тоді
{\displaystyle A^{*}A=(QR)^{*}(QR)=R^{*}Q^{*}QR=R^{*}R},
{\displaystyle A^{+}=(R^{*}R)^{+}A^{*}}
…

### За допомогою SVD розкладу
Якщо {\displaystyle A=U\Sigma V^{*}} — сингулярне представлення матриці A, тоді
{\displaystyle A^{+}=V\Sigma ^{+}U^{*}.}
Для діагональної матриці, такої як {\displaystyle \Sigma }, псевдообернена матриця обчислюється заміною всіх ненульових значень діагональних елементів на обернені.

### За допомогою мінорів
Нехай k — ранг матриці A розміру {\displaystyle m\times n}.
Позначимо через {\displaystyle A_{k}\!} матрицю складену з k лінійно незалежних стовпців матриці A,

через {\displaystyle A_{\overline {k}}} позначимо матрицю з k лінійно незалежних рядків матриці A,

через {\displaystyle A_{kk\!}} матрицю з елементів на перетині {\displaystyle A_{k}\!} з {\displaystyle A_{\overline {k}}}.
Тоді
{\displaystyle A^{+}=A_{\overline {k}}^{*}(A_{\overline {k}}A_{\overline {k}}^{*})^{-1}\cdot A_{kk}\cdot (A_{k}^{*}A_{k})^{-1}A_{k}^{*}}

## Застосування до СЛАР
- Система рівнянь {\displaystyle \ Ax=b} може не мати точних розв'язків, але можна знайти приблизні розв'язки — такі {\displaystyle \ x} при яких мінімізується {\displaystyle \|Ax-b\|^{2}.} Це розв'язок методом найменших квадратів.

- Загальний розв'язок системи {\displaystyle \ Ax=b} є сумою часткового розв'язку цієї системи та загального розв'язку однорідної системи {\displaystyle \ Ax=0.}

- За визначенням, загальний розв'язок системи {\displaystyle Ax=0\!} — це ядро лінійного оператора {\displaystyle {A}\!}:

{\displaystyle \ker {A}=Z(A)y\!}
де:
{\displaystyle Z(A)=I-A^{+}A\!}      (проектор на {\displaystyle \ker {A}\!});
{\displaystyle y\!} — довільний вектор тієї ж розмірності що і {\displaystyle x.\!}
- Частковим розв'язком неоднорідної системи є {\displaystyle \ x=A^{+}b,} він ортогональний до {\displaystyle \ker {A}\!} і тому має найменшу норму серед всіх розв'язків.

- Загальний розв'язок

| {\displaystyle \ Ax=b}                                        | єдиний розв'язок {\displaystyle \det {A^{*}A}\neq 0\!} | множина розв'язків {\displaystyle \det {A^{*}A}=0\!} |
| точні розв'язки є {\displaystyle b^{*}Z(A)b=0\!}              | {\displaystyle x=A^{+}b\!}                             | {\displaystyle \Omega _{x}=A^{+}b+\ker {A}\!}        |
| тільки приблизні розв'язки {\displaystyle b^{*}Z(A)b\neq 0\!} | {\displaystyle x=A^{+}b\!}                             | {\displaystyle \Omega _{x}=A^{+}b+\ker {A}\!}        |
- Відстань від довільної точки {\displaystyle \ y} до множини розв'язків {\displaystyle \ \Omega _{x}} рівна:

{\displaystyle \|P(A)(y-A^{+}b)\|=\|P(A)y-A^{+}b\|=\|A^{+}(Ay-b)\|,}
де:
{\displaystyle P(A)=I-Z(A)\!}      (проектор ортогональний до {\displaystyle \ \ker {A}}).